# خانه عراز محمد خوزینی
خانه عراز محمد خوزینی مربوط به دوره قاجار است و در شهرستان ترکمن، بخش گمیشان، شهر گمیشان، خیابان حجو آخوند طلایی واقع شده و این اثر در تاریخ ۱۶ دی ۱۳۸۷ با شمارهٔ ثبت ۲۴۴۷۴ به‌عنوان یکی از آثار ملی ایران به ثبت رسیده است.